# Jens Ludwig

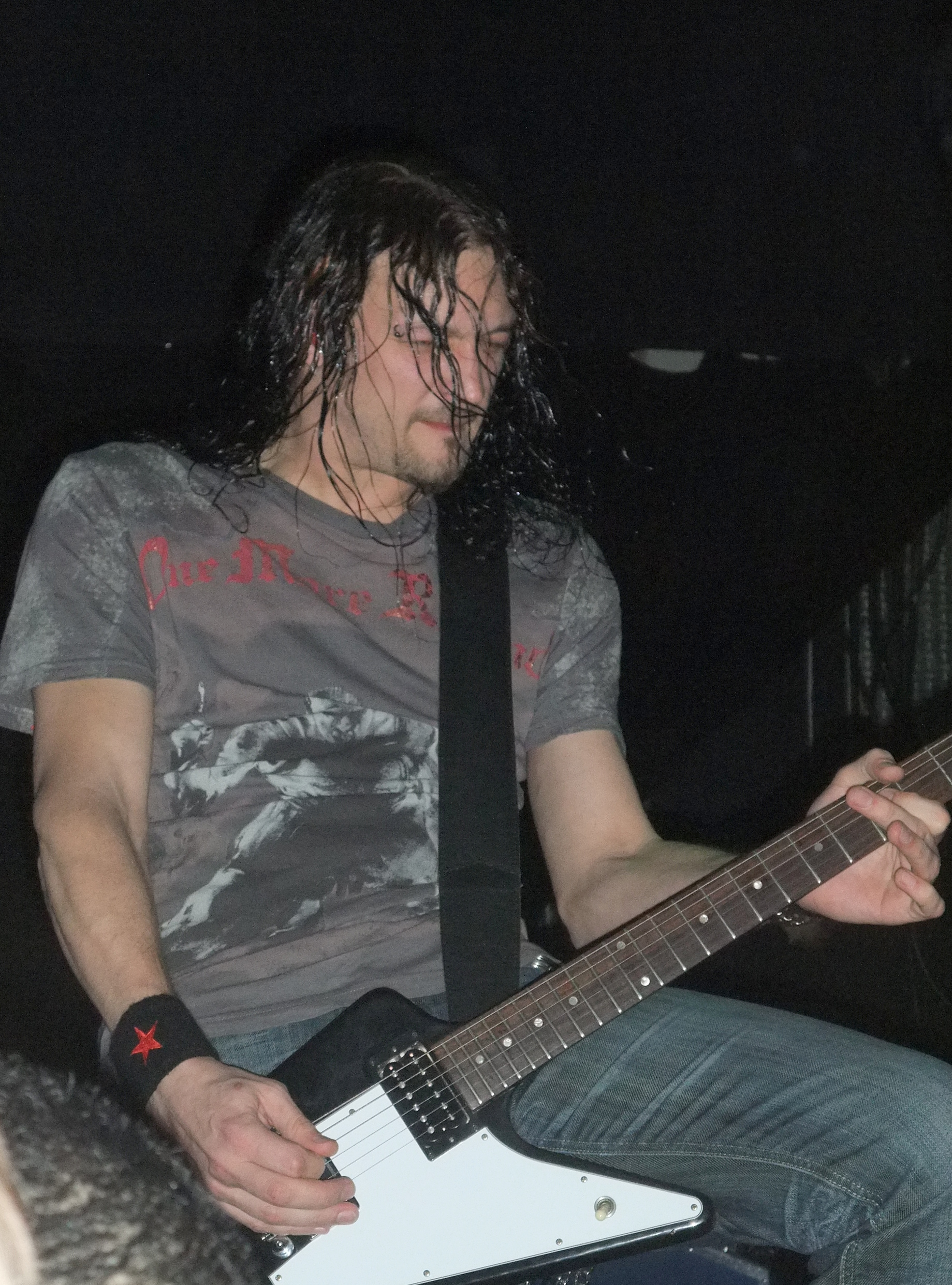
Jens Ludwig, 2010.

Jens Ludwig, född 30 augusti 1977 i Fulda i Tyskland, gitarrist i det tyska power metal-bandet Edguy. Han började att spela gitarr vid 7 års ålder. Han spelar även trummor och elbas. Han spelade också gitarr på spåren "Sign Of The Cross", "The Tower", "The Final Sacrifice" och "Memory" i Avantasia som skrevs av Edguys frontman och sångare Tobias Sammet